# 41 Andromedae
Désignations
41 Andromedae (en abrégé 41 And) est une étoile de la constellation d'Andromède, située à ∼ 198 a.l. (∼ 60,7 pc) de la Terre.